# Kobayashi Torasaburō
Kobayashi Torasaburō est un nom japonais traditionnel ; le nom de famille (ou le nom d'école), Kobayashi, précède donc le prénom (ou le nom d'artiste).
Kobayashi Torasaburō (小林虎三郎) (26 septembre 1828 - 24 août 1877) est un samouraï de la fin de la période Edo, qui a servi le clan Makino du domaine de Nagaoka.
Kobayashi est un haut-responsable de Nagaoka après la guerre de Boshin de 1868-1869, et est une figure significative de l'incident de Kome Hyappyo.